# 밀레토스 학파

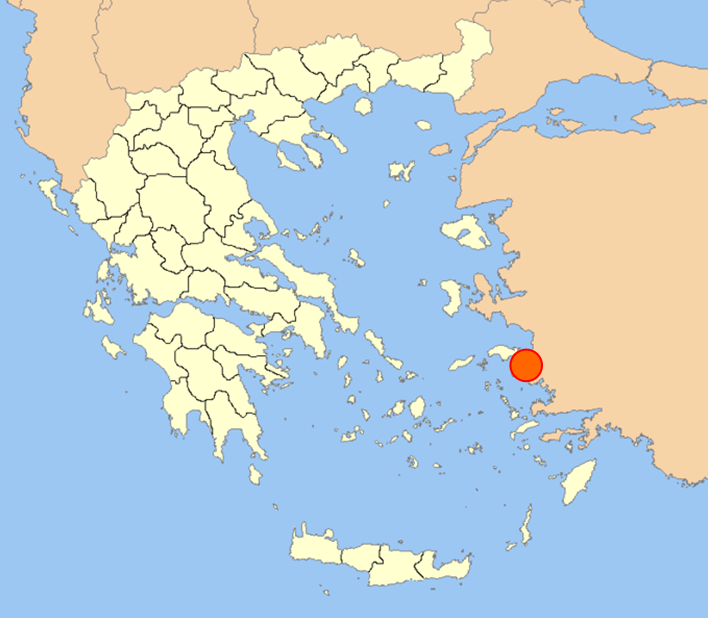
아나톨리아의 서쪽 해변에 있는 탈레스, 아낙시만드로스, 아낙시메네스의 고향, 밀레토스의 위치

밀레토스 학파는 기원전 6세기에 성립된 그리스 최초의 철학 학파이다. 아나톨리아의 에게 해 연안의 이오니아의 도시 밀레토스 출신의 탈레스가 창시했다. 아낙시만드로스와 아낙시메네스로 학풍이 이어졌다. 이들의 활약 시기는 소크라테스, 플라톤보다 백 년 이상 앞선다. 이들은 세계가 어떻게 이루어져 있는지에 대해, 자연 현상을 전적으로 의인화된 신들의 의지에 의한 것으로 설명하는, 당시의 널리 받아들여지고 있는 관점에 반하여 새로운 견해들을 제시했다. 이들은 밀레토스의 자연에 경탄했으며, 그 자연의 바탕에 있는 만물의 근원을 설명하려고 했다. 그래서 자연 철학으로 분류된다.

## 자연 철학
밀레토스 학파의 철학자들은 모든 것들을 (아리스토텔레스가 아르케(ἀρχή)라고 부른) 본질적인 물질로 정의하였다. 세계는 이 본질적 물질로부터 형성되었고, 이 본질적 물질은 모든 것의 원료이다. 탈레스는 이것을 물이라고 생각하였다. 그러나 이는 불과 같은 몇몇의 것들에 대해서는 설명할 수 없었다. 아낙시만드로스는 보이지 않는, 정의되지 않은 원소를 선택했는데 그는 이를 아페이론(ἄπειρον, "한계를 가지지 않음"이라는 의미)이라고 불렀다. 그는 전통적인 네 개의 원소(물, 공기, 불, 흙)가 각각 다른 것과 대립한다면, 그리고 그것들이 대립하여 서로를 없애버린다면, 그것들은 물질의 안정적인 원천적 형태가 될 수 없다고 추론하였다. 결과적으로 다른 것들이 생성되고 진정으로 모든 것들의 원소인 다른 것이 있어야 한다. 이러한 세속적인 무한함의 개념은 불멸에 관한 종교적인 개념에서 그리스인의 심리에 친숙한 것이었으며, 아낙시만드로스의 묘사는 이러한 개념에 부합하였다. 이 아르케는 "영원하며 불로한 것"으로 불린다. 아페이론의 특정되지 않은 성질은 비판을 받아, 아낙시메네스는 이를 더욱 명확하지만 여전히 애매한 원소인 공기로 정의하였다. 아낙시메네스는 공기는 다른 원소나 물질로 바뀔 수 있다고 주장하였다. 그러나 에너지에 대한 현대적 개념은 아낙시만드로스의 아페이론과 더욱 비슷하다.

## 우주론

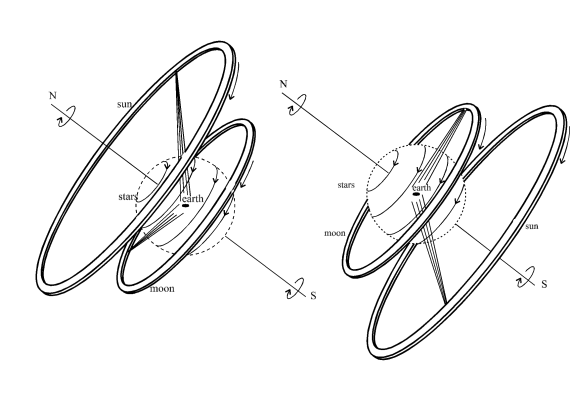
아낙시만드로스의 우주 지도. 원쪽은 여름의 낮. 오른쪽은 겨울의 밤.

세 철학자의 차이는 물질의 성질에서 그치지 않았다. 그들은 우주에 대해서도 다르게 상상하였다. 탈레스는 땅이 물에 떠 있다고 생각하였다. 아낙시만드로스는 땅을 속이 빈 불로 채워지고, 태양과 별로 나타나는 구멍이 뚫린 동심원의 바퀴로 구성된 우주의 중심에 놓았다. 아낙시메네스에게 태양과 달은 별들이 고정되어 있는 하늘의 덮개를 순회하는 평평한 원판이었다.

## 같이 보기
- 이오니아 학파